# Huleaika, Talne
Huleaika (în ucraineană Гуляйка) este un sat în comuna Kobrînove din raionul Talne, regiunea Cerkasî, Ucraina.

## Demografie
Componența lingvistică a localității Huleaika
     Ucraineană (97,56%)
     Rusă (1,95%)
     Alte limbi (0,49%)
Conform recensământului din 2001, majoritatea populației localității Huleaika era vorbitoare de ucraineană (97,56%), existând în minoritate și vorbitori de rusă (1,95%).